# Hope, Arkansas
Hope là một thành phố thủ phủ quận Hempstead trong tiểu bang Arkansas, Hoa Kỳ. Thành phố có diện tích km², dân số theo điều tra năm 2000 của Cục điều tra dân số Hoa Kỳ là 10.378 người. Đây là thành phố chính của khu vực thống kê đô thị Hope, bao gồm tất cả quận Hempstead và quận Nevada.
Thành phố là quê hương của Bill Clinton, tổng thống Hoa Kỳ thứ 42. Thành phố chuyển đổi một depot đường sắt thành một viện bảo tàng về cuộc sống Clinton.